# Kachin Independence Army

Fahne der Kachin Independence Army

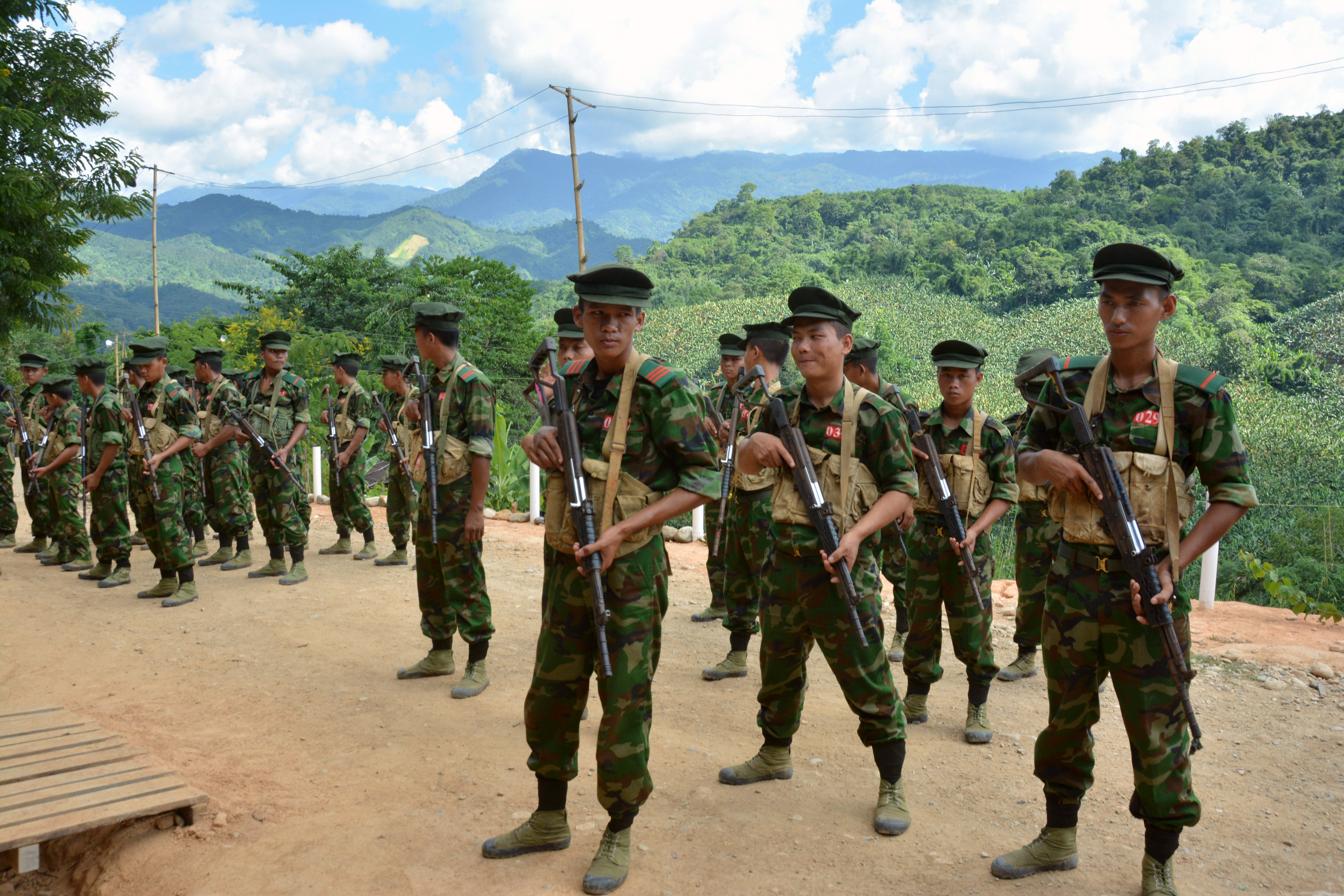
Rekruten der KIO im Oktober 2016

Die Kachin Independence Army (auch Kachin Independent Army genannt, deutsch Unabhängige Armee Kachin, Kürzel KIA) ist der bewaffnete Arm der Kachin Independence Organisation (KIO), einer politischen Organisation in Myanmar (dem ehemaligen Birma), die sich für die Rechte der myanmarischen Volksgruppe der Kachin einsetzt. Die KIO hielt sich an einen Waffenstillstand mit dem Militärregime Myanmars, dem Staatsrat für Frieden und Entwicklung (SPDC). Seit 2011 kam es aber immer wieder zu Gefechten mit Regierungstruppen. Nach dem Militärputsch 2021 führt die KIA einen bewaffneten Kampf gegen die Militärregierung. Die KIO arbeitet mit der Exilregierung des Landes, der National Unity Government zusammen. Die Stärke der KIA wird auf 5.000 Mann geschätzt. Organisiert ist die KIA in 4 Brigaden. Das Hauptquartier der KIO befindet sich in Laiza im Kachin-Staat.

## Geschichte
Den Grundstock bildeten Mitglieder der Kachin-Rifles, einer von der britischen Kolonialmacht gegründeten Einheit der Kolonialarmee. Nach der Unabhängigkeit Birmas wurde diese Einheit vom neuen Staat Birma übernommen. Sie rebellierte im Jahre 1961, was zur Gründung der KIA führte. Die KIO wurde 1961 zusammen mit der KIA gegründet. Sie nahm im gleichen Jahr ihren bewaffneten Kampf gegen die birmanische Zentralregierung auf.
Die KIO kämpfte erst für einen unabhängigen Staat, dann für Autonomie innerhalb Burmas. Seit ihrer Gründung beherrschte die KIA mit Ausnahme der größeren Städte und der Eisenbahnverbindung nach Mandalay fast den gesamten Kachin-Staat. 
Die KIO arbeitete in der Vergangenheit eng mit der Communist Party of Burma (CPB) zusammen und wurde von China unterstützt. Nachdem sich in den späten 1980er-Jahren die Beziehungen zwischen Birma und China verbesserten, stelle die chinesische Regierung ihre Hilfe an die CPB und damit auch an die KIO ein. Im Jahre 1991 vereinbarte die 4. KIO-Brigade, die im Grenzgebiet zwischen Kachin-Staat und dem Shan-Staat operierte, einen Waffenstillstand mit der Zentralregierung in Yangon.

## Drogenhandel
In der Vergangenheit finanzierten sich KIA und KIO unter anderem durch die Besteuerung von Opium-Ernten. Obwohl die Kachin Independence Organisation in der Vergangenheit ihre Gebiete zu drogenfreien Zonen erklärt hat, wurde der Anbau von Opium und die Verarbeitung zu Heroin nie völlig eingestellt. Es hat im Gegenteil den Anschein, dass sich KIO und KIA zunehmend wieder aus Drogeneinnahmen finanzieren.

## Verhältnis zur Regierung
Man kann mit Recht das Verhältnis zwischen dem Staatsrat für Frieden und Entwicklung (SPDC) und KIO als gespannt bezeichnen. In der Vergangenheit hat der SPDC immer wieder versucht, mehr Einfluss auf das Gebiet der KIO zu nehmen. Unter anderem unterband der SPDC 2005 den Export von Teakholz nach China. Auch versuchte er sich in die Kasino-Geschäfte von KIA und KIO einzumischen.
Im Jahre 1980 fanden Verhandlungen bezüglich einer Autonomie innerhalb Burmas in Rangun statt. Die Regierung wollte die Möglichkeit einer Autonomie in der Verfassung aber nicht aufnehmen und die Verhandlungen scheiterten. Die Kämpfe wurden wieder aufgenommen.
Im Februar 1994 unterzeichnete auch die Kachin Independence Organisation einen Waffenstillstand mit der Zentralregierung. Durch den Vertrag erhielt die KIO weitgehend autonome Rechte im Kachin-Staat. Die KIA konnte ihre Waffen und Stützpunkte im Kachin-Staat behalten und stellt auch heute noch die prinzipielle Sicherheit, obwohl auch einige SPDC-Einheiten im Kachin-Staat stationiert sind.
2010 kam von der Regierung in Rangun die Initiative, die KIA als Grenzschutzeinheit in die Burmesische Armee einzugliedern. Dem wollte die KIA aber nicht zustimmen. 2011 begannen neue Kämpfe.
Im Jahre 2015 handelte die Regierung mit verschiedenen Rebellengruppen ein Friedensabkommen aus. Die KIA wollte das Friedensabkommen nicht unterzeichnen.
Nach dem Militärputsch und der Festsetzung des gewählten Parlaments und der Regierung 2021 befindet sich die KIA im bewaffneten Kampf mit der Militärregierung. Die KIO und KIA arbeitet mit der Exilregierung National Unity Government zusammen und bildet und bewaffnet Einheiten der Exilregierung. Inwieweit diese Aktionen die demokratisch gewählte Exilregierung stärken sollen, oder aber diese Aktionen nur der Stärkung der eigenen Position dienen soll, ist umstritten. Es wurde festgestellt, dass die KIA zusammen mit den PDF Operationen weit entfernt vom Einflussgebiet der KIA in der Region Sagaing durchführt hat, und die Militärregierung mit Luft und Artellerieangriffen auf Stellungen der KIA antwortete. Dabei war 20323 auch das Hauptquartier der KIA in Laiza nahe der chinesischen Grenze betroffen. Normalerweise führt das myanmarische Militär keine Angriffe auf die Hauptquartiere der ethnischen, bewaffneten Organisationen durch um eine Eskalation zu vermeiden. Auch landeten Geschosse auf der chinesischen Seite der Grenze und töteten und verletzten Personen. Im März 2024 startete die KIA größere militärische Operationen gegen das Militär.